# Rhomballichthys
Rhomballichthys är ett släkte av bukhårsdjur. Rhomballichthys ingår i familjen Chaetonotidae.
Kladogram enligt Catalogue of Life:
| Rhomballichthys | \| \| Rhomballichthys carinatus \| \| \| \| \| \| Rhomballichthys murrayi \| \| \| \| \| \| Rhomballichthys punctatus \| \| \| \| |
|                 | \| \| Rhomballichthys carinatus \| \| \| \| \| \| Rhomballichthys murrayi \| \| \| \| \| \| Rhomballichthys punctatus \| \| \| \| |
|                 | Arenotus |
|                 | |
|                 | Aspidiophorus |
|                 | |
|                 | Caudichthydium |
|                 | |
|                 | Chaetonotus |
|                 | |
|                 | Chitonodytes |
|                 | |
|                 | Diuronotus |
|                 | |
|                 | Fluxiderma |
|                 | |
|                 | Halichaetonotus |
|                 | |
|                 | Hemichaetonotus |
|                 | |
|                 | Heterolepidoderma |
|                 | |
|                 | Ichthydium |
|                 | |
|                 | Lepidodermella |
|                 | |
|                 | Musellifer |
|                 | |
|                 | Polymerurus |
|                 | |
|                 | Pseudichthydium |
|                 | |
|                 | Undula |
|                 | |
|                 | Rhomballichthys carinatus |
|                 | |
|                 | Rhomballichthys murrayi |
|                 | |
|                 | Rhomballichthys punctatus |
|                 | |

|  | Rhomballichthys carinatus |
|  |                           |
|  | Rhomballichthys murrayi   |
|  |                           |
|  | Rhomballichthys punctatus |
|  |                           |